# Fonds Chaleur

Logo du Fonds Chaleur.

Le Fonds Chaleur, ou Fonds Chaleur renouvelable, est un dispositif de soutien financier et technique au développement de la production renouvelable de chaleur et de froid, ainsi que d'énergies de récupération (EnR&R), pour répondre de manière plus soutenable aux besoins de l'habitat collectif, les bâtiments ou infrastructures de collectivités et d'entreprises. Créé le 1er janvier 2009 par l'État français dans le cadre du Grenelle de l'Environnement, il est depuis géré par l’ADEME.
Le Fonds Chaleur aide la production de chaleur et de fraîcheur à partir des énergies renouvelables (biomasse, méthanisation, géothermie, solaire thermique) et de récupération (chaleur fatale). Il est destiné à l’habitat collectif, aux collectivités et à toutes les entreprises (agriculture, industrie, tertiaire) et finance des projets en garantissant un prix inférieur à celui de la chaleur produite à partir d'énergies conventionnelles, en appuyant aussi la création ou l’extension de réseaux de chaleur et de froid principalement alimentés par des sources renouvelables.
Doté de 820 millions d’euros 2024, ce fonds a financé près de 1 350 installations, produisant 3,6 TWh/an de chaleur renouvelable et de récupération.

## Histoire, résultats
Doté de 820 millions d’euros en 2024, ce fonds, géré par l'Ademe depuis 2009, a financé près de 1 350 installations, produisant 3,6 TWh/an de chaleur renouvelable et de récupération. En 2025, 4,3 milliards d’euros ont été investis sur 15 ans, représentant 1 à 4 milliards d’euros d’économies de gaz par an. En 2025, le Fonds a été reconduit avec un moindre budget (800 millions d’euros) et de nouvelles conditions d’éligibilité, ciblant un soutien aux projets et donnant la priorité aux énergies renouvelables et de récupération (EnR&R), notamment pour atténuer la tension sur les ressources de biomasse telles que les plaquettes forestières. La biomasse reste centrale pour les usages à haute température, mais le fonds veut encourager une diversification des approvisionnements et pousser la géothermie (profonde et de surface), le solaire thermique (un nouvel appel à projets prévu pour les grandes installations industrielles et réseaux de chaleur) et la récupération de chaleur fatale (en 2024, 23 projets liés à celle-ci ont été soutenus, totalisant 93 GWh/an de production). Au Sénat, la ministre Amélie de Montchalin a confirmé la poursuite du dispositif pour 2026.
Alors que la loi de transition énergétique pour la croissance verte (2015) visait 38 % d'énergies renouvelables (EnR) dans la consommation finale de chaleur en 2030, les besoins de chaleur (environ 43 % de la consommation d’énergie en France en 2024) sont encore majoritairement d'origine fossile, carbonée et importée (gaz, fioul, charbon). Grâce au fonds, la part  de chaleur renouvelable et de récupération dans le mix énergétique en France métropolitaine augmente (24 % en 2021, 27,2 % en 2022, 29,6 % en 2023).
Doté de 1,2 milliard d'euros pour la période 2009-2014, le fonds Chaleur a soutenu 3 266 opérations, mais est encore jugé « sous–dimensionné » par la Cour des comptes en 2013 qui le juge efficace et peu coûteux pour les finances publiques (40 €/tep, soit 3,4 €/MWh selon les documents annexés au projet de loi de finances pour 2016). 
En 2011, ce fonds devait disposer de 250 millions d'euros pour environ 400 millions d'euros de demandes estimées. Dans son rapport de 2011 sur le projet de loi de finances pour 2012, Marc Goua (Rapporteur spécial sur les crédits relatifs à l’énergie de la mission Écologie, développement et aménagement durables de l'Assemblée nationale) a estimé que « La sous-dotation du fonds chaleur est, quant à elle, préoccupante. Au demeurant, l'instrument fiscal ne doit pas, même en période de tension sur les finances publiques, se substituer totalement à des dotations budgétaires comme celle du fonds chaleur. Ce fonds, créé le 1er janvier 2009 avec une dotation d'1,2 milliard d'euros pour la période 2009-2013, a pour vocation le financement de projets dans les secteurs de l'habitat collectif, du tertiaire et de l'industrie à hauteur de 5,5 millions de tonnes équivalent pétrole (TEP), soit plus du quart de l'objectif fixé par le Grenelle de l'environnement – 20 millions de TEP supplémentaires à l'horizon 2020. 
Le fonds chaleur devient le parent pauvre de la politique énergétique, alors qu'il soutient des projets dont l'efficacité énergétique est souvent remarquable. »

## Sélection et éligibilité des projets
Les projets d'installations de production de chaleur à partir de biomasse d'une capacité annuelle supérieure à 1 000 tep/an dans les secteurs industriels et agricoles sont gérés dans le cadre d'un appel à projets national renouvelé chaque année. Les autres projets sont gérés au niveau régional par les directions régionales de l'ADEME en synergie avec les régions.
Les projets éligibles concernent :
- le solaire thermique ;
- la géothermie, la géothermie profonde et la géothermie « intermédiaire » (aquifères ou sous-sol) nécessitant l'usage de pompes à chaleur (PAC) pour récupérer les calories du sol et de la nappe ;
- la valorisation énergétique de la biomasse ;
- la méthanisation (production de chaleur, cogénération, biogaz) ;
- les énergies de récupération (chaleur de récupération des usines d'incinération des ordures ménagères ou d’autres industries) ;
- les réseaux de chaleur et de froid.